# Kampftruppen
Kampftruppen sind im militärischen Sprachgebrauch Truppen, die mit dem unmittelbaren Kampf gegen feindliche Truppen beauftragt sind.
Kampftruppen werden unterschieden in die mechanisierten (gepanzerten) Truppen und die (heute motorisierte) Infanterie.
In Deutschland umfassen die Panzertruppen die Panzertruppe und die Panzergrenadiertruppe. Die Infanterie in der Bundeswehr besteht aus den Fallschirmjägern, Gebirgsjägern sowie den Jägern. Die deutschen Spezialkräfte im Heer bilden einen separaten Teil der Kampftruppen.
Kampfunterstützungstruppen wie Heeresflieger, Pioniere und Artillerie unterstützen die Kampftruppe. Weitere Zusammenfassungen von Truppengattungen sind die Führungsunterstützungstruppen, die Logistiktruppen und die Sanitätstruppe.